# Putte (località di confine)
Putte è una località di confine situata tra la provincia dei Paesi Bassi del Brabante Settentrionale e la provincia del Belgio di Anversa. Sul versante olandese la localitá fa parte del comune di Woensdrecht mentre sul versante belga la località è in parte situata nel comune di Stabroek e in parte in quello di Kapellen.

## Geografia

### Località del comune di Woensdrecht, Paesi Bassi
La parte settentrionale, in territorio olandese, che conta 3 751 abitanti, è un'ex-municipalità dei Paesi Bassi situata nella provincia del Brabante Settentrionale. Soppressa il 1º gennaio 1997, il suo territorio, è stato incorporato in quello della municipalità di Woensdrecht.

### Località del comune di Kappellen, Belgio
La parte sud-orientale, in territorio belga, nella regione delle Fiandre, provincia di Anversa, comune di Kapellen è la parte più grande del villaggio ed è adiacente alla parte olandese, divisa dalla stessa da Grensstraat, strada che ha da un lato gli edifici in Belgio e dall'altra gli edifici nei Paesi Bassi; qui si trova anche la scuola del villaggio. Questa parte conta 3 464 abitanti.

### Località del comune di Stabroek, Belgio
La parte sud-occidentale, con l'altra parte belga condivide regione e provincia, mentre il comune è quello di Stabroek, è la parte più piccola del villaggio ed è anch'essa adiacente alla parte olandese, divisa dalla stessa da una stessa strada che assume il nome di Canadalaan sul lato olandese e A.C. Swinnestraat sul lato belga. In quest'area è presente il Castello Ravenhof, il cui parco si estende parzialmente in territorio belga, parzialmente in territorio olandese. Questa parte conta 2 431 abitanti.